# Le Repentir (film, 1984)
Pour les articles homonymes, voir Le Repentir.
Pour plus de détails, voir Fiche technique et Distribution.
Le Repentir (მონანიება, Monanieba) est un film soviétique réalisé par Tenguiz Abouladzé, sorti en 1984. Le film est produit par les studios Kartuli Pilmi.

## Synopsis
Le film se déroule dans un petit village géorgien. Après l'enterrement du maire de la ville, Varlam Aravidze, sa tombe est régulièrement profanée et son cadavre déterré. La coupable, traînée devant la justice pour un procès grotesque, se défend en racontant le règne tyrannique de Varlam à travers ses souvenirs de petite fille. L'audience est alors replongée dans la lutte entre deux familles, le clan d'Aravidze d'une part, la famille de l'artiste dissident Baratelli d'autre part.

## Fiche technique
- Titre : Le Repentir
- Titre original : მონანიება, Monanieba en géorgien ou Покаяние, Pokayaniye en russe
- Réalisation : Tenguiz Abouladzé
- Scénario : Tenguiz Abouladzé, Rezo Kveselava (ru) et Nana Janelidze (ru)
- Musique : Nana Janelidze (ru)
- Photographie : Mikhaïl Agranovitch (ru)
- Montage : Guliko Omadze
- Décors : Giorgi Mikeladze et Navruz Abdul-ogli
- Format : Couleurs
- Studio : Kartuli Pilmi
- Genre : Drame
- Durée : 153 minutes
- Date de sortie : 1984

## Distribution
- Avtandil Makharadze (en) : Varlam Aravidze/Abel Aravidze
- Ia Ninidze : Guliko
- Zeinab Botsvadze : Ketevan Barateli
- Ketevan Abuladze : Nino Barateli
- Edisher Giorgobiani : Sandro Barateli
- Kakhi Kavsadze : Mikheil Koresheli
- Kote Makharadze : procureur
- Veriko Anjaparidze : vagabonde
- Rezo Esadze : Apollon

## Production et Accueil
Le film, conçu sous Léonid Brejnev et réalisé au temps de Iouri Andropov et Konstantin Tchernenko, a longtemps été interdit de projection ; il faut attendre 1987 pour le voir sur les écrans.

## Analyse
On peut voir dans Le Repentir une critique du totalitarisme stalinien : en témoigne le personnage de Varlam Aravidze, ayant la moustache d'Adolf Hitler, le visage et la chemise noire de Benito Mussolini et le reflet dans les lunettes propre à Lavrenti Beria. Son côté grotesque et arbitraire est accentué par la bêtise et l'anachronisme de ses hommes de main, représentés tantôt par un conseiller aussi stupide qu'extrémiste, tantôt par des larbins bouffons, tantôt par des chevaliers en armure noire.
Parallèlement, la vie du peintre Sandro Baratelli et de sa famille témoigne de l'arbitraire du régime d'Aravidze : emprisonnement, déportation… Cependant, l'attitude notamment du petit-fils d'Aravidze nous montre un autre aspect du stalinisme : sa décrépitude dans le temps. En effet, celui-ci a honte du comportement de son grand-père et de son père et souhaite se repentir.

## Distinctions
- Festival de Cannes 1987 :
  - Grand prix spécial du jury (à l'unanimité)
  - Prix du jury œcuménique
- Six prix Nika en 1987 : Nika du meilleur film de fiction, Nika de la meilleure réalisation (Tenguiz Abouladzé), Nika du meilleur scénario (Rezo Kveselava et Nana Dzhanelidze), Nika de la meilleure photographie (Mikhaïl Agranovitch), Nika du meilleur décorateur (Giorgi Mikeladze), Nika du meilleur acteur (Avtandil Makharadze)
- Prix spécial au Festival international du film de Chicago en 1987

## Postérité
Le film est projeté à Cannes Classics en 2021 dans une restauration 4K présentée par le Georgian National Film Center.